# Steen Rock
Steen Rock, også kendt som Holbek, DJ Pladespiller og Pladen, er pseudonym for Steen Lund Holbek, der er en dansk hiphop-DJ og producer.

## Karriere
Steen Rock var fra 1990 til 1993 dj i den danske hiphop gruppe Critical Basis under navnet DJ Device.
Fra 1997 til 2000 var han dj i den danske hiphop gruppe Klart Dér! under navnet DJ Pladespiller/Pladen.
Han har også været dj i den danske hiphop/jazz/surf-gruppe Malkin Zany.
Steen Rock er dj og producer i Nobody Beats The Beats.
Han har gennem årene spillet og tourneret med bl.a. Klart Dér, Nobody Beats The Beats, Hvid Sjokolade, Malkin Zany, The Crooked Spoke, Mark Linn, Anders Matthesen m. band, Ashtiani/Baltzer, Mick Øgendahl, Khal Allan, Tao Højgaard, UFOYepha og Mikael Simpson.
Desuden har Steen Rock medvirket i teaterforestillingerne "Kampen Om Danmark" (Baggårdteatret & Odense Teater i 2005/2006) og "Junglebogen" (Nørrebro Teater, 2008) som dj.

## Albummet Frit løb
I oktober 2009 udsendtes albummet "Frit løb" under navnet Holbek med en række danske gæster på vokal. Den første i rækken var Turboweekend-forsanger, Silas Bjerregaard, på nummeret "Træk stikket ud". Albummet indeholder desuden vokalbidrag fra bl.a. Steen Jørgensen, Peter Sommer og Joy Morgan samt musikalske bidrag fra Troels Bech, Asger Baden, Adam Ashtiani og Peter Leth.
"Frit løb" blev generelt vel modtaget af det danske anmelderkorps, og DRs anmelder kvitterede med fire stjerner.[kilde mangler]

## Diskografi
- Critical Basis – How To CB, 1992 (Mega Records)
- Klart Dér! – Born 2 Rock EP'en, 12", CDEP (Producering, Scratch, Mixing, Arrangering)
- Klart Dér! – Elektriske Fyrfadslys, 2LP, CD (Producering, Scratch)
- Nobody Beats The Beats – Nobody Beats The Beats, 2002 (Sonny B Recordings, compilation), numrene "Sky Toucher" og "Exploding Whale"
- Nobody Beats The Beats – The Second Coming, 2003 (Sonny B Recordings, compilation), numrene "Since Me Ded" med Jamie McLean som feat. og "Rooie Buurt"
- Nobody Beats The Beats – Drops From Above, 2004 (Sonny B Recordings, compilation), nummeret "Coffee Ready"
- Malkin Zany – Malkin Zany, 2LP, CD
- Malkin Zany – Driva' Man, 12"
- DJ Cars10, Scratchmagic, Steen Rock & DJ Krush'Em – 4 Ways Of Rockin' (Mixtape), CD (Cuts)
- Rock Science (The Mix Tape), 2005 (selvfinansieret)
- Fight Beats Part 1, 2005 (Primo Entertainment, compilation), nummeret "Freestyle Feast"
- Organiseret Riminalitet – Menneskesyn EP, 2007 (Onion Recordings), nummeret "Menneskesyn" (Steen Rock Remix)
- Khal Allan – Melodier Man Mindes (Tuder Og Høvding Remixet), 2009 (Halloween Creativity) – "PULP" – Steen Rock Remix
- Holbek – Frit Løb, 2009 (Sonny B Recordings)

## Gæsteoptrædener
- Ashtiani Baltzer – Beats & Basslines, 2LP (Cuts)
- Ashtiani Baltzer – Beats & Basslines, CD (Cuts)
- Diverse / Kompilationer – A-Siden, CD (Cuts)
- Diverse / Kompilationer – Dansk Rap 1988-2003, 2CD (Scratch)
- Diverse / Kompilationer – Fight Beats, CD (Producering)
- Diverse / Kompilationer – HomeBrew, CD (Producering, Mixing)
- Diverse / Kompilationer – Kølig Grammofon Præsenterer Kølig Kumpaner, CD (Scratch, Co-producering)
- Diverse / Kompilationer – Rapspot Julekalenderen 2003, MP3 (Producering)
- Diverse / Kompilationer – Walk Tall EP 01, 7" (Producering)
- DJ Typhoon præsenterer Gadeplan, CD (Producering)
- Hvid Sjokolade – Levende poeters klub, CD (Scratch)
- Hvid Sjokolade – Mon Ik'..!, CD (Scratch)
- Hvid Sjokolade – Munden Fuld, CD (Scratch)
- Hvid Sjokolade – Nummi Nummi, CD Promo Single (Scratch)
- Hvid Sjokolade – Så'n er vi, CD (Scratch)
- Jahi – SoulHop – The Breakthru, CD (Cuts)
- Khal Allan – Tuder Og Høvding, LP (Scratch)
- Organiseret Riminalitet – Menneskesyn, CD Single (Producering)
- Per Vers – Nul. Zero. Ingenting., CDEP (Scratch)
- Tyde T – Lysets Engel, CDEP (Arrangering, Mixing, Scratch)